# Schlacht bei Roucourt
Europäischer Kriegsschauplatz:

Mollwitz* – Chotusitz* – Simbach – Dettingen – Toulon – Pfaffenhofen – Tournai – Fontenoy – Hohenfriedberg** – Soor** – Hennersdorf** – Kesselsdorf** – Brüssel – Piacenza – Namur – Roucourt – Kap Finisterre 1 – Lauffeldt – Assietta –  Bergen op Zoom – Kap Finisterre 2 – Maastricht
(*) Erster Schlesischer Krieg – (**) Zweiter Schlesischer Krieg
Indischer Kriegsschauplatz:

Erster Karnatischer Krieg
Amerikanischer Kriegsschauplatz:

War of Jenkins’ Ear – King George’s War
Die Schlacht bei Roucourt (engl.: Battle of Roucoux – franz.: Bataille de Raucoux) vom 11. Oktober 1746 zwischen Österreichern, Niederländern, Briten und Hannoveranern einerseits und den Franzosen andererseits fand während des Österreichischen Erbfolgekriegs in Rocourt, heute ein Ortsteil von Lüttich statt und endete mit einem Sieg der Franzosen.

## Verlauf

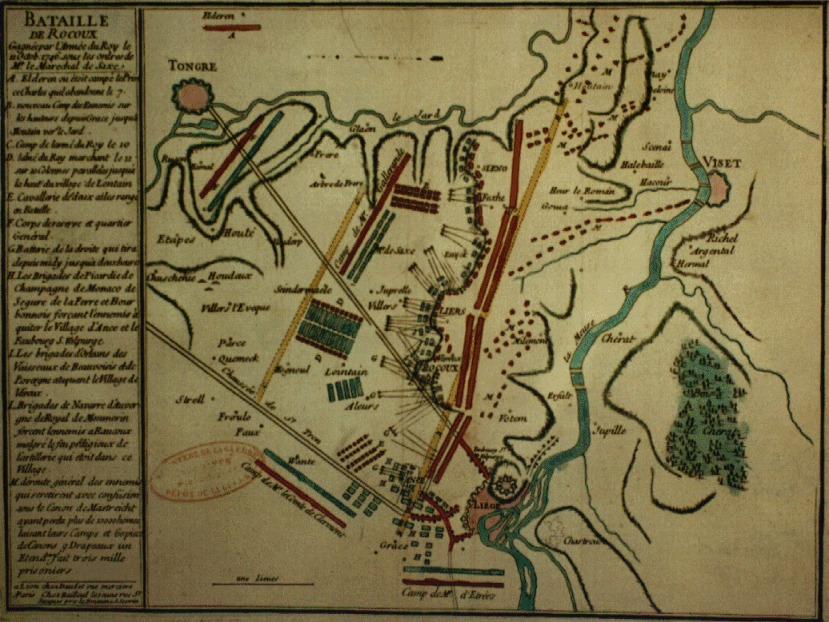
Plan der Schlacht, links die Franzosen, rechts die pragmatische Armee

Nachdem die pragmatische Armee durch die Revolte von 1745 in Schottland und den Abzug der meisten britischen Truppen geschwächt worden war, setzten die Franzosen 1746 unter Marschall Moritz von Sachsen ihre Invasion in Flandern fort, eroberten Brüssel, Antwerpen, Namur und Charleroi und bedrohten mit 60.000 Mann die pragmatische Armee der gegen Frankreich verbündeten Staaten, die unter dem Kommando von Karl Alexander von Lothringen stand und 40.000 Mann umfasste.
Karl von Lothringen positionierte seine Armee auf dem Westufer der Maas. Der aus Holländern gebildete linke Flügel stützte sich auf Lüttich, das Zentrum bildeten britische und hannoveranische Truppen bei den Ortschaften Roucourt und Liers, den rechten Flügel stellte das österreichische Kontingent, dessen Flanke durch den Fluss Jaar abgesichert war. Moritz von Sachsen ließ die Holländer auf dem linken Flügel mit einer erdrückenden Übermacht angreifen. Den Franzosen gelang es, an Lüttich vorbei in den Rücken der pragmatischen Armee vorzustoßen. Die Holländer leisteten heftigen Widerstand, wurden aber zum Rückzug in den Rücken der Briten und Hannoveraner im Zentrum gezwungen. Die Kavallerie der Briten und zwei Infanteriebataillone unter General Sir John Ligonier deckten den Rückzug der pragmatischen Armee über die Maas und erlitten dabei teils erhebliche Verluste. Unter den Gefallenen war auch Generalmajor Otto Georg Veldtmann. Insgesamt verlor die pragmatische Armee etwa 4.000 Tote und Verwundete, die Verluste der Franzosen betrugen 3518 Mann.

## Folgen
Unmittelbar nach der Schlacht eroberten die Franzosen Lüttich; zu weiteren militärischen Operationen kam es aufgrund der fortgeschrittenen Jahreszeit nicht mehr.